# 97677 Rachelfreed
97677 Rachelfreed è un asteroide della fascia principale. Scoperto nel 2000, presenta un'orbita caratterizzata da un semiasse maggiore pari a 3,0579345 au e da un'eccentricità di 0,1080944, inclinata di 9,44292° rispetto all'eclittica.